# دوريا تيلييه
دوريا تيلييه (بالفرنسية: Doria Tillier)‏ (ولدت في 27 مارس 1986)  ممثلة ومذيعة فرنسية. اشتهرت عن مشاركتها بطولة فيلم السيد والسيدة أديلمان (2017).

## سبب شهرتها
وعدت بتقديم النشرة الجوية وهي عارية في حالة تأهل مُنتخب بلادها إلى كأس العالم .

## روابط خارجية
- دوريا تيلييه على موقع IMDb (الإنجليزية)
- دوريا تيلييه على موقع ميتاكريتيك (الإنجليزية)
- دوريا تيلييه على موقع روتن توميتوز (الإنجليزية)
- دوريا تيلييه على موقع قاعدة بيانات الأفلام العربية
- دوريا تيلييه على موقع ألو سيني (الفرنسية)
- دوريا تيلييه على موقع أول موفي (الإنجليزية)
- دوريا تيلييه على موقع قاعدة بيانات الأفلام السويدية (السويدية)
- دوريا تيلييه على موقع قاعدة بيانات الفيلم (الإنجليزية)
- دوريا تيلييه على موقع ليتربوكسد (الإنجليزية)
- دوريا تيلييه على موقع كينوبويسك (الروسية)